# Махмуд Фаршчијан
Махмуд Фаршчијан (перс. محمود فرشچیان; Исфахан, 24. јануар 1930 — 9. август 2025) био је ирански, светски познат мајстор персијског сликарства и минијатуре. Фаршчијан је тренутно најистакнутији савремени уметник у области минијатуре која је настала у древној Персији, а касније се проширила у Кину и Турску и друге земље Блиског истока.

## Живот
Махмуд Фаршчијан је у Исфахану, граду чувеном по иранској уметничкој традицији, почео да проучава сликарство и вајарство. Током одрастања био је окружен многим архитектонским ремек-делима која су изоштрила његов осећај за пропорцију, боју и облик. Љубав према уметности усадио му је његов отац, трговац теписима и који је и сам био поклоник уметности. Као млад показао је интересовање за уметност и неколико година је учио код великих мајстора као што су Хаџи Мирза-Ага Емами и Иса Бахадори. Након што је дипломирао на Академији ликовних уметности у Исфахану, Фаршчијан одлази у Европу где проучава дела западних сликара. По повратку у Иран, почео је да ради у Националном институту за ликовне уметности (који је касније постао Министарство за уметност и културу), а временом је именован на место директора Одељења за националне уметности и професора на факултету Техеранске школе лепих уметности. У том периоду свог живота, Фаршчијан је створио многа од својих јединствених ремек-дела која убрзо постају предмет пажње и изван националних граница. Мајстор Фаршчијан тренутно живи и ствара у Њу Џерзију, САД.

## Стил
Фаршчијан је створио посебан сликарски стил и властиту школу сликања коју чини јединствен спој класичног сликарства, поезије и модерне уметности. Његова платна зраче духовном снагом, зрелом визијом, стваралачком енергијом и великом разноликошћу и свежином. Тај стил краси изражен смисао за креативност и аутентични мотиви изведени глатким и префињеним линијама и живописном, скоро бајковитом палетом боја. Своју уметност мајстор Фаршчијан углавном црпи из дела великана персијске класичне поезије као што су Хафиз, Руми, Фирдуси и Хајам, затим библијских и куранских прича и исламског мистицизма. Гностичке визије продубљене снагом његове изузетне маште чине његова дела јединственим. Његова платна приказују различита људска осећања и стања које се манифестују на ефектан начин.

## Дела
Захваљујући вери у Створитеља, вољи и жељи за радом и стварањем, Фаршчијан је насликао многа непролазна дела. Неки од најзначајнијих радова из његовог богатог опуса су реминисценције на догађаје из ране историје ислама и монотеистичке традиције.

### Вече ашуре
Можда најпознатије Фаршчијаново дело, бар у иранским оквирима, је приказ трагедије на Карбали под називом Вече ашуре. Ашура, односно десети дан месеца мухарема, је дан страдања потомства Божијег посланика у Боју на Карбали 680. године у којем је Послаников унук, имам Хусеин, заједно са својим најближим, достигао мучеништво. Платно које је и својеврсно одавање почасти жртви имама Хусеина и његових пратилаца, фокусира се на неправду учињену женским члановима његове породице, жени, сестри и ћеркама и представља израз најдубље туге. Само име слике Вече ашуре директно упућује на тренутак у времену који је сликар хтео да овековечи: вече након битке на Карбали. Ова слика је, заправо, нарација у којој се без директне упуте у прошле догађаје приказују последице. Жене и девојчице плачу покрај ратног коња који се вратио из битке без коњаника. У центру слике се налази сестра имама Хусеина, Зејнеб, наслоњена на коња са пребаченом руком преко њега и држи се за седло. Друга женска фигура седи на земљи и грли му њушку док је на њено раме ослоњено дете. Поред коња је још двоје деце, једно му је обргрлило ногу, а друго врат. Мало даље од коња налазе се још две жене које су спустиле главе једна другој у крило и леже на земљи и плачу. Тела жена су повијена услед терета и патње због губитка имама Хусеина и његових следбеника. Повијена фигура може се уочити и у телу коња као и израз туге у његовом погледу. Рашчупана грива, полузатворене очи и ране од стрела указују на велики умор и бол који животиња осећа. Као да му је предодређено да стоји ту како би се жене и деца ослонила на његово тело и да затим умре на ногама.
У позадини слике је шатор. Застор који је окачен на улазу делом је у измаглици, а делом осликан нежним и пригушеним линијама. Застор носи симболику материјалног и духовног елемента. Чворови на канапима од шатора, изражени клинови пободени у земљу, уздижуће линије шатора у горњем углу слике, као и делови шатора који нису видљиви, наговештавају небеско путовање.
Иако је сликар склонио засторе и одвео нас у шатор, он не дозвољава ни себи и нама да јасно видимо тужна и сузама покривена лица оних који су унутра, и због тога је између посматрача и актера слике направљено растојање. Међутим, основни разлог неприказивања овог светог чина (плакања због неправде учињене имаму Хусеину) јесте да подсети посматраче на светост тог тренутка и потпуно одсуство претварања у жалости, што, заправо, представља чин обожавања.

### Он долази
Дело Он долази је предесхатолошка визија доласка очекиваног и обећаног спаситеља, имама Махдија, из потомства Божијег посланика Мухамеда. Предање казује о имаму Махдију као обећаном месији који се тренутно налази у стању велике, вишевековне скривености и појавиће се на крају времена да на земљу донесе правду. У доминантно плавом озрачју виде се само стопала фигуре и крајеви хаљине која се лелуја и као да је спремна да закорачи. Ова кретња наговештава скори и очекивани долазак спаситеља, као да је почетни корак већ направљен, док су горњи део фигуре и њена глава скривени и не виде се. Танка, скоро прозирна граница између контура фигуре и њеног појавног дела, указује на скори излазак месије из домена духовног у фиизички свет.

### Заштитник газеле
Заштитник газеле, како је назван овај рад, је у ствари титула имама Резе, осмог шиијског духовног вође, који је на платну насликан у аури светлости. Постоји предање које каже да је имам Реза заштитио газелу од ловца, којем је, наводно, гарантовао да ће му се газела вратити када подоји младе. Такође, у неким изворима помињу се извештаји о газели која проналази уточиште у светилишту имама Резе у Машхаду. Платно се чува у Музеју мајстора Фаршчијана и сматра се једним од његових најистакнутијих радова. Фаршчијан је 2010. године представио дело Заштитник газеле 2 који је наставак првобитног рада. На њему је приказано неколико газела које су у страху од ловца пронашле уточиште у крилу имама Резе. Дирнут овим несвакидашњим и узвишеним призором, ловац је поломио свој лук и одустао од лова.

### Шамс и Руми
За платно које је назвао Шамс и Руми, Фаршчијан је пронашао инспирацију у једној од Румијевих песама. Аутор каже да је у његовој изради настојао да употреби посебне боје које би на најбољи начин приказале снагу духовног и мистичког привлачења Румија од стране његовог учитеља, Шамса. Он је овде представљен као центар Румијевог универзума око којег се Руми окреће у духовном заносу. Шамсова глава подсећа на сунце и прелива се на читав космос. Руми је на земљи, док пружа руку Шамсу као заштитнику и учитељу. Платно је настало као реакција на различите покушаје присвајања Румија од стране неких народа.
Платно је представљено 2. августа 2007. године у Фаршчијановом уметничком и културном комплексу у Исфахану.

### Пети дан стварања
По предању, пети дан стварања је дан када су створене животиње. Фаршчијан је на овом платну приказао стварне и имагинарне врсте птица и риба како лете и окрећу се у вртлогу стварања.

## Дизајнирање зариха
Мајстору Фаршчијану је 2004. године указана велика част тиме што је одабран да дизајнира два зариха, решеткасте ограде изнад гробница у светилиштима шиијских имама. Он је дизајнирао и израдио орнаметалну металну конструкцију у светилишту имама Резе у Машхаду која је постављена 2004. године. Читав пројекат трајао је седам година. Такође, 2007. године је дизајнирао зарих у светилишту трећег шиијског имама, Хусеина, у Карбали, Ирак.

## Међународна репутација
Фаршчијан је имао пресудну улогу у представљању иранске уметности на међународној уметничкој сцени. Између 1948. и 1994. године одржао је 54 самосталне и учествовао на 83 групне изложбе и за своја изванредна уметничка достигнућа стекао је признања широм света. Његова дела су заступљена у неколико великих музеја и колекција широм света и излагана су у Алжиру, Фиренци, Минхену, Солт Лејк Ситију, Пекингу, Карачију, Њујорку, Шангају, Чикагу, Кијеву, Паризу, Истанбулу, Лахору, Равалпиндију, Бечу, Исфахану, Милану, Риму и Вашингтону.
Самосталне изложбе
- 1984 - Галерија Фоксворт, Њујорк
- 1981 - Музеј савремене уметности, Техеран
- 1978 - Галерија ликовних уметности, Техеран
- 1976 - Музеј науке и индустрије, Чикаго
- 1976 - Универзитет Јуте, Солт Лејк Сити
- 1976,1970 – Институт за Блиски исток, Вашингтон
- 1976,1970 – Галерија Рима, Њујорк
- 1975,1972 – Иранско-америчко друштво, Техеран
- 1974,1966 – Археолошки музеј Ирана, Техеран
- 1973 – Музеј Лахор, Лахор
- 1973 – Национални савет за уметност, Карачи
- 1973 – Институт за уметност, Равалпинди
- 1972 – Галерија Кир, Париз
- 1968 – Музеј лепих уметности, Алжир
- 1965,1964 – Техерански универзитет, Техеран
- 1964 – Дворана културе, Техеран
- 1963 – Галерија лепих уметности Европа, Беч
- 1963,1959 – Галерија Кунст Милер, Минхен
- 1962 – Палата Барберини, Рим
- 1962 – Галерија Лирикал, Милано
- 1960 – Музеј Голестан Палата, Техеран
- 1956 – Институт за уметност, Истанбул
- 1954 – Музеј Чехел сотун палата, Исфахан
- 1949,1948 – Иранско-британски институт за културу, Исфахан

Високи савет за културу и уметност Ирана доделио му је докторат највишег уметничког степена у иранском сликарству и исламској уметности. Позван је да говори и излаже на бројним универзитетима и уметничким институтима. О његовим делима објављене су бројне публикације  и чланци.
Награде
- 2001 - GODIVA Chocolates 75th Anniversary, САД
- 2001 - Who’s Who in the 21st Century, Кембриџ, Енглеска
- 2000 - Outstanding intellectuals of the 21st Century, Кембриџ, Енглеска
- 1995 - Gold Medal, Highest Honor
- 1987 - Golden Palm of Europe
- 1985 - Oscar D'Italia, gold statuette
- 1984 - Vessillo Europa Delle Arte, gold statuette, Италија
- 1983 - Diploma Accadenu'co D'Europa, L'Accademia D'Europa, Италија
- 1983 - Diploma Maestro Di Pittura, II Seminario d'Arte Moderna, Италија
- 1982 - Diploma Di Merito, Universita Delle Arti, Италија
- 1980 - Accademia Italia delle Arti e del Lavoro, gold medal
- 1973 - Ministry of Culture and Art, 1st prize in art, Иран
- 1958 - International Art Festival, gold medal, Белгија
- 1952 - Military Art, gold medal, Иран

Под покровитељством потпредседника Одсека за животну средину при Унеску, др Ебтекара, 28. септембра 2014. године организована је конференција  о делима реномираног иранскиг сликара Махмуда Фаршчијана и утицају која она имају на животну средину. Унеско је објавио две књиге о делима Фаршчијана.

### Фаршчијан у Србији и Црној Гори
Фаршчијан је уступио своје минијатуре  за илустрацију песничке збирке Диван која је објављена 2015. године у издаваштву Културног центра Амбасаде ИР Иран у Београду, заједно са пропратним писмом исписаним префињеном калиграфијом које је објављено на крају књиге поред белешке о аутору минијатура. Ово капитално дело персијске класичне поезије представљено је 19. фебруара 2016. године у Народној библиотеци Србије.
На манифестацији Дани иранске културе у Црној Гори одржаној од 1. до 7. новембра 2017. године у организацији Културног центра Амбасаде ИР Иран у Београду и Културно-информативног центра Будо Томовић, приказане су репродукције слика најистакнутијег савременог иранског минијатуристе Махмуда Фаршчијана.

## Музеј мајстора Махмуда Фаршчијана
Захваљујући великом уметничком доприносу, у Фаршчијанову част 2001. године је у палати Са'д Абад у Техерану отворен Музеј мајстора Фаршчијана у коме су у неколико галерија изложени његови рани и савремени радови. Поред студената уметности који имају прилику да виде и изучавају дела овог великог уметника, у музеј долазе туристи из целог света где из прве руке могу да уживају у делима великог мајстора иранске минијатуре.